# طبقه یک و نیم
طبقه یک و نیم فیلمی به کارگردانی نوید اسماعیلی به نویسندگی حسین نمازی و تهیه‌کنندگی غلامرضا آزادی محصول سال ۱۳۹۹ است.
این فیلم در سی و نهمین دوره جشنواره فیلم فجر حضور داشت.

## خلاصه داستان
داستان در یک کارخانه می‌گذرد که مدیر مالی آن یک روز با ورود به محل کار متوجه اتفاقاتی غیرمنتظره می‌شود